# 메긴 프라이스
메긴 프라이스(Megyn Price, 1971년 3월 24일 ~ )는 미국의 배우이다.

## 출연 작품
- 범블비